# CtP

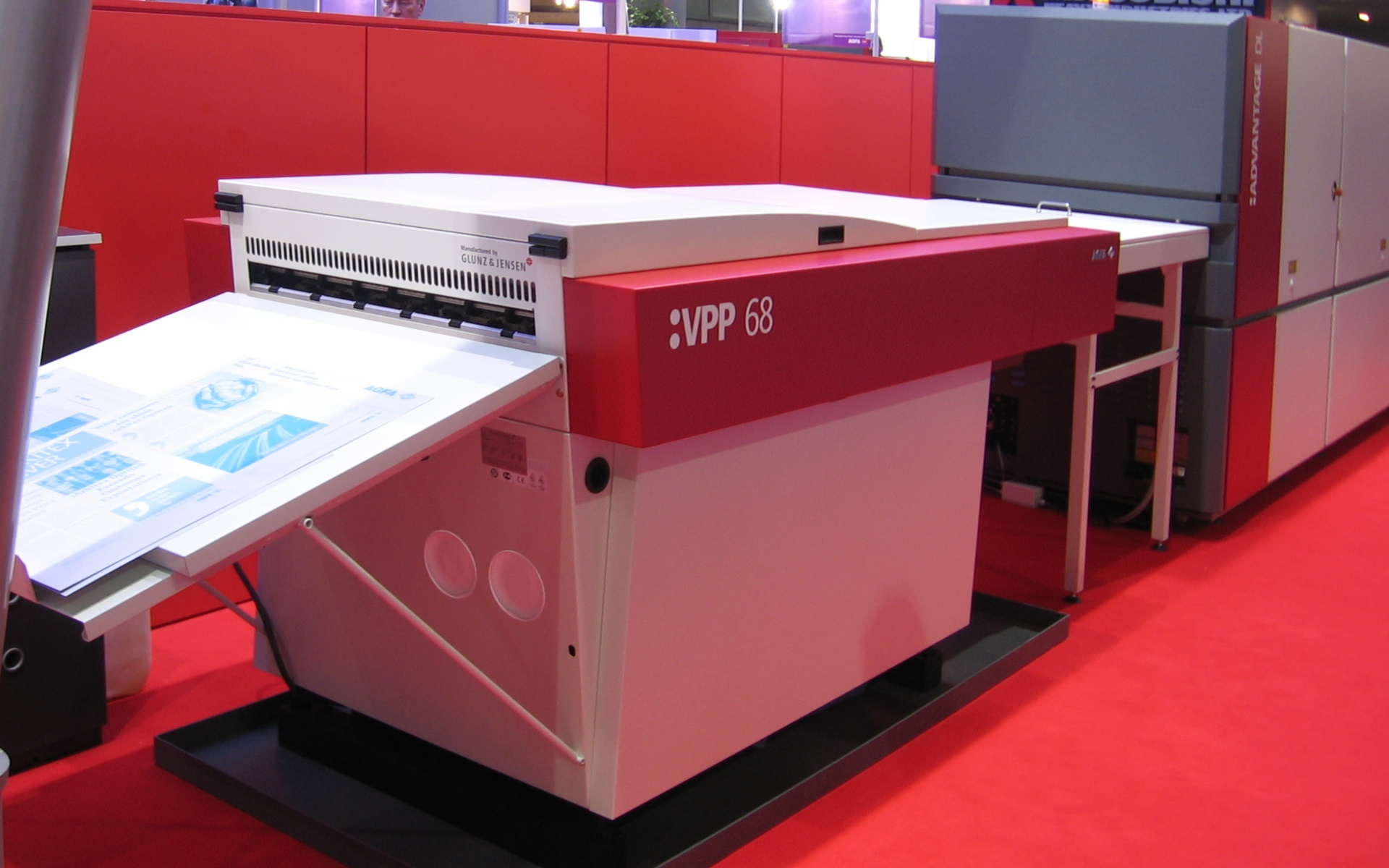
Проявочная машина Agfa VPP68. На заднем плане виден CtP Agfa Advantage DL с фиолетовым лазером

Computer to Plate (CtP) (с англ. — «Компьютер — печатная форма») — технология изготовления печатных форм в полиграфии.
CtP разработаны для офсетной, глубокой, трафаретной, высокой и флексографской печати.
Печатные элементы на формных пластинах образуются с помощью засветки пластин лазерным лучом и последующей химической обработкой. При этом мощность и длина волны излучения должны быть согласованы со свето- или термочувствительной формной пластиной и основными параметрами формовыводного устройства (производительностью, форматом, разрешением).
Главная черта данной технологии — получение готовых печатных форм без промежуточных операций.
Преимущество CtP перед фотонаборными автоматами состоит в том, что нет необходимости в фотоформах. Также эта технология позволяет добиться лучшего совмещения при офсетной печати, повышает чёткость выводимых точек за счёт исключения промежуточного этапа.

## Технологии
Разделяют две основные группы технологий, используемых в системах CtP:
1. Нанесение на олеофобный (как правило, гидрофильный) формный материал воспринимающих краску элементов посредством термотрансферной, струйной или электрографической печати. Такая технология используется в основном для однокрасочной печати. Печатная форма создается на бумажной основе или полимерной плёнке.
2. Выборочное удаление с поверхности многослойного формного материала, воспринимающего краску, с помощью цифровых экспонирующих устройств, использующих лазеры или УФ-лампу. Печатная форма создается на металлической основе или полимерной плёнке.
В системах CtP применяют лазерные формовыводные устройства трёх основных принципов:
- «Внешний барабан» — формная пластина монтируется на внешнюю поверхность вращающегося вокруг своей оси барабана, в то время как печатающая головка, которая проецирует изображение на пластину, может перемещаться вдоль этой оси, фокусируя лазерный луч на поверхности. Такой тип конструкции позволяет использовать большое число лазеров одновременно.
- «Внутренний барабан» — формная пластина размещена по вогнутой поверхности, имеющей форму незавершённого правильного цилиндра. Вращающееся зеркало на конце печатающей головки вращается вокруг своей оси, направляя луч на чувствительную поверхность неподвижной пластины.
- Планшетный — формная пластина размещена на горизонтальной плоскости. Лазерным лучом построчно воспроизводится изображение на плоской неподвижной или совершающей движение в направлении, перпендикулярном направлению записи изображения печатной пластине.